# Лансон, Гюстав
Ашиль Александр Гюстав Мари Лансон (фр. Achille Alexandre Gustave Marie Lanson; 5 августа 1857, Орлеан — 15 декабря 1934, Париж) — французский литературовед, историк литературы, литературный критик, педагог, профессор Сорбонны (с 1900) и Высшей нормальной школы в Париже. Доктор наук (1887).

## Биография
Окончил Высшую нормальную школу в Париже. В 1919—1927 годах — директор Альма матер.
Известен, прежде всего, своими работами по истории литературы, особенно попытками соединить исследования литературы и культуры; в первой области он расширил и частично поставил под сомнение идею «расы, среды и момента», описанную Ипполитом Тэном. Он также внёс большой вклад в изучение педагогики, аргументируя педагогическую важность explication de texte, французского предшественника внимательного чтения.
Всех писателей, которые противоречат своим творчеством «духу времени», объявлял нетипичными для него, «заблуждающимися», отстающими от данной эпохи или, наоборот, «застрельщиками», «инициаторами» нового века. Так, признавая основным принципом XVIII века атеизм, Лансон определяет Сен-Симона как пережиток XVII века, а С. Эвремена и Фонтенеля — как «первых ласточек» энциклопедизма.
Исследовательская установка Лансона подчеркнуто индивидуалистична: «Не следует упускать из виду, — пишет он, — что история литературы имеет целью характеристики отдельных писателей и что в основе её лежат индивидуальные впечатления индивидуальной интуиции… она изучает не виды или категории, но Корнеля, Расина, Гюго…» Разбивая изучение многообразия литературы на вереницу отдельных монографий, тем самым делая невозможным установление конкретных этапов литературного процесса, он пришёл к отрицанию за историей литературы прав на научность: историю литературы нужно знать, но, изучая литературу, нужно помнить, «что её нельзя изучить, ею можно заниматься, разрабатывать её и любить».

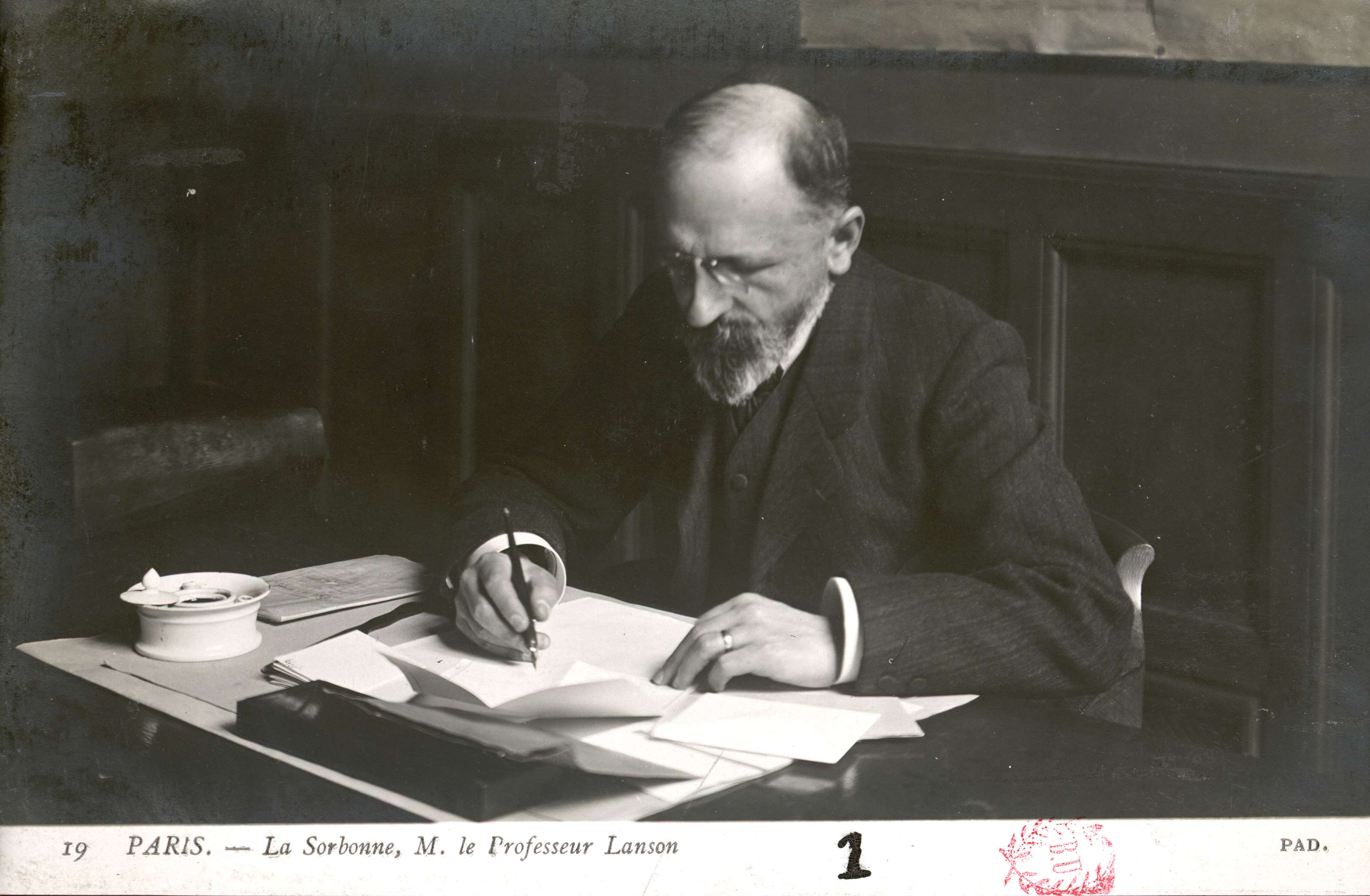

Автор монографий «Нивель де Ла Шоссе и слёзная комедия» (1887), «Буало» (1892), «Корнель» (1898), «Вольтер» (1906) и др., написанных в традициях культурно-исторической школы в литературоведении. Главная работа Лансона «История французской литературы» (1894; русский перевод, т. 1-2, 1896—1898) богата фактическим материалом, включающим характеристику эпохи, стиля и языка писателей, биографический и библиографический комментарий; в ней Лансон рассматривает историю французской литературы по жанрам. Ценное дополнение к главному труду Лансона «Руководство по библиографии новой французской литературы 1500—1900» (т. 1-4, 1909—1912).
Критикуя с марксистских позиций его книгу «История французской литературы. XIX век», Г. В. Плеханов отмечал, что «написана она с несомненным знанием, умным и серьёзным человеком» («Литература и эстетика», т. 2, М., 1958, с. 598).